# كاتدرائية ألكسندر نيفسكي
كانت تقع كاتدرائية ألكسندر نيفسكي (بالروسية: Александро-Невский собор) في مدينة روستوف على الدون بروسيا، في ميدان السوفييت، عند تقاطع شارع بولشايا سادوفايا وشارع بولشوي ستوليبينسكي.
تمّ تدمير الكاتدرائية سنة 1930.

## تاريخ
في عام 1875 تم الإعراب عن الرغبة في بناء كنيسة في ذكرى الهجوم الفاشل في 4 أبريل 1866 و 25 مايو 1867 على القيصر ألكسندر الثاني. أراد مجلس المدينة كنيسة كبيرة، وغنية باللوحات. تم تعيين ألكساندر ياتشينكو مهندسا معماريا. كان من المفترض أن يستغرق البناء 16 عامًا وتم الانتهاء منه في عام 1908. وفي العام نفسه، تم تكريس الكنيسة. طوال وجودها، سيطرت الكنيسة على الحي بأكمله بمظهرها الضخم.
بعد وقت قصير من ثورة أكتوبر، تم إغلاق الكنيسة. تمت إزالة صلبان قباب الكنيسة واستبدالها بنجوم حمراء، وفوق المدخل كان الشعار الشيوعي (المطرقة والمنجل). 
تم تدمير الكنيسة في عام 1930، وظهر منزل سوفيتي ضخم على الموقع.
منذ تفكك الاتحاد السوفيتي، أعيد إحياء الكنائس الأرثوذكسية الروسية. ففي التسعينيات، أعرب السكان عن رغبتهم في إعادة بناء الكاتدرائية، وقد كانت الحكومة متعاطفة مع إعادة بناء الكاتدرائية المدمرة، لكن ضياع الرسوم المعمارية للكاتدرائية جعل من إعادة بنائها أمرا مستحيلة. بالقرب من الموقع الذي كانت توجد فيه الكاتدرائية ذات يوم، يوجد الآن نصب تذكاري صغير مع صورة مصغرة للمبنى الأصلي.